# Djebel Sirwa
Le djebel Sirwa, ou Siroua, Adrar Sirwa ou encore Adrar n'Siroua, (en amazigh : Adrar n Sirwa), trait d'union entre le Haut-Atlas et l'Anti-Atlas, est un haut et très vaste volcan démantelé d'où émergent singulièrement des dykes et des culots de lave noire. Le Siroua est en fait un ancien stratovolcan d'âge Miocène tardif-Pliocène précoce. Il culmine à 3 304 m d'altitude.

## Climat
Les pluies sont faibles et irrégulières dans le massif du Siroua. Les précipitations atteignent 400 mm par an sur les sommets. L'altitude assez élevée du massif lui vaut de fugitives apparitions de neige.

## Population
Situé au sud du massif du Toubkal, le djebel Sirwa (3 305 m) est un ancien massif volcanique, ou se succèdent des Kasbahs, Douars et villages de terres avec leurs greniers collectifs fortifiés appelés igoudars (greniers-citadelles), symboles d'une tradition très forte. 
Au pied de ces villages, dans les champs irrigués par les torrents, poussent l'orge, le blé et le safran, ainsi que les amandiers. Les femmes tissent des très beaux tapis et les vendent au Souk de Taznaght.
L'élevage ovin constitue une autre importante ressource pour la population locale. De nombreuses bergeries appelées azib ponctuent les vastes espaces du massif. Celles-ci ne sont occupés par les berbères qu'une partie de l'année, les troupeaux ne venant paître qu'au printemps et en été  dans les pâturages d'altitude.

## Tourisme
C'est le pays de la randonnée pédestre ou équestre, à travers des paysages fantastiques où s'opposent un monde lapidifié et désert, et de profondes vallées ouvragées. De belles escalades peuvent être entreprises sur les pitons de basalte qui hérissent le paysage.
La plupart des sentiers mûletiers s'engagent depuis le village d'Askaoun, doté de mines d’argent, d’or, de cobalt, à une soixantaine de kilomètres d'Aoulouz et accessible depuis Taliouine, capitale marocaine du safran.
Un chemin de randonnée s'oriente vers le nord, à l’est du djebel Toubkal, jusqu'au village d’Agouim, bordé par l’oued (rivière) Imini, au pied du Tizi-n-Tichka.
Un autre s'engage vers l’est, traversant à 2 506 m le Tizi-n-Melloul avant d'atteindre le village d'Anezal, entre Tazenakht et Amerzgane.

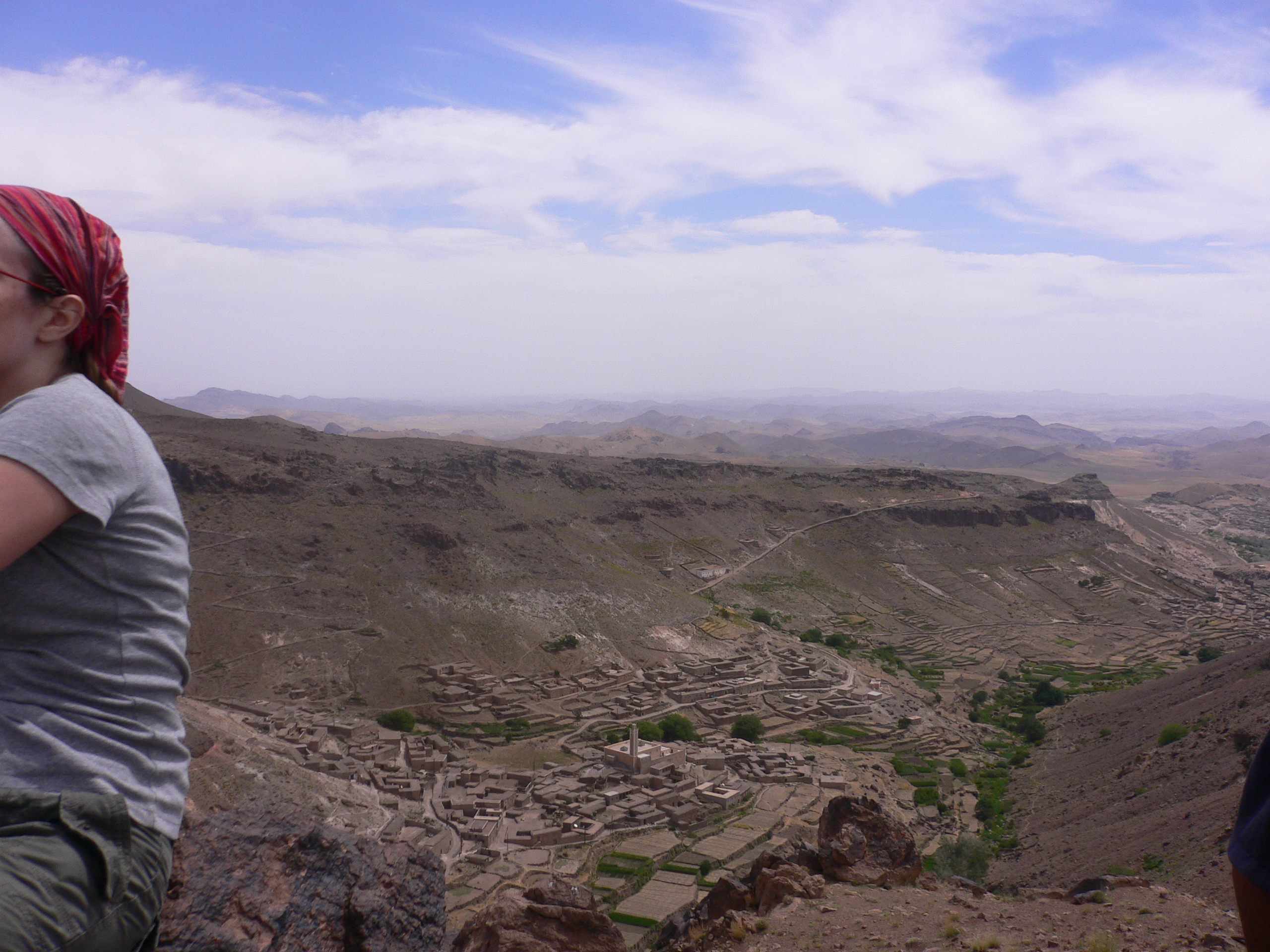
Vue plongeante sur un village du massif du Siroua
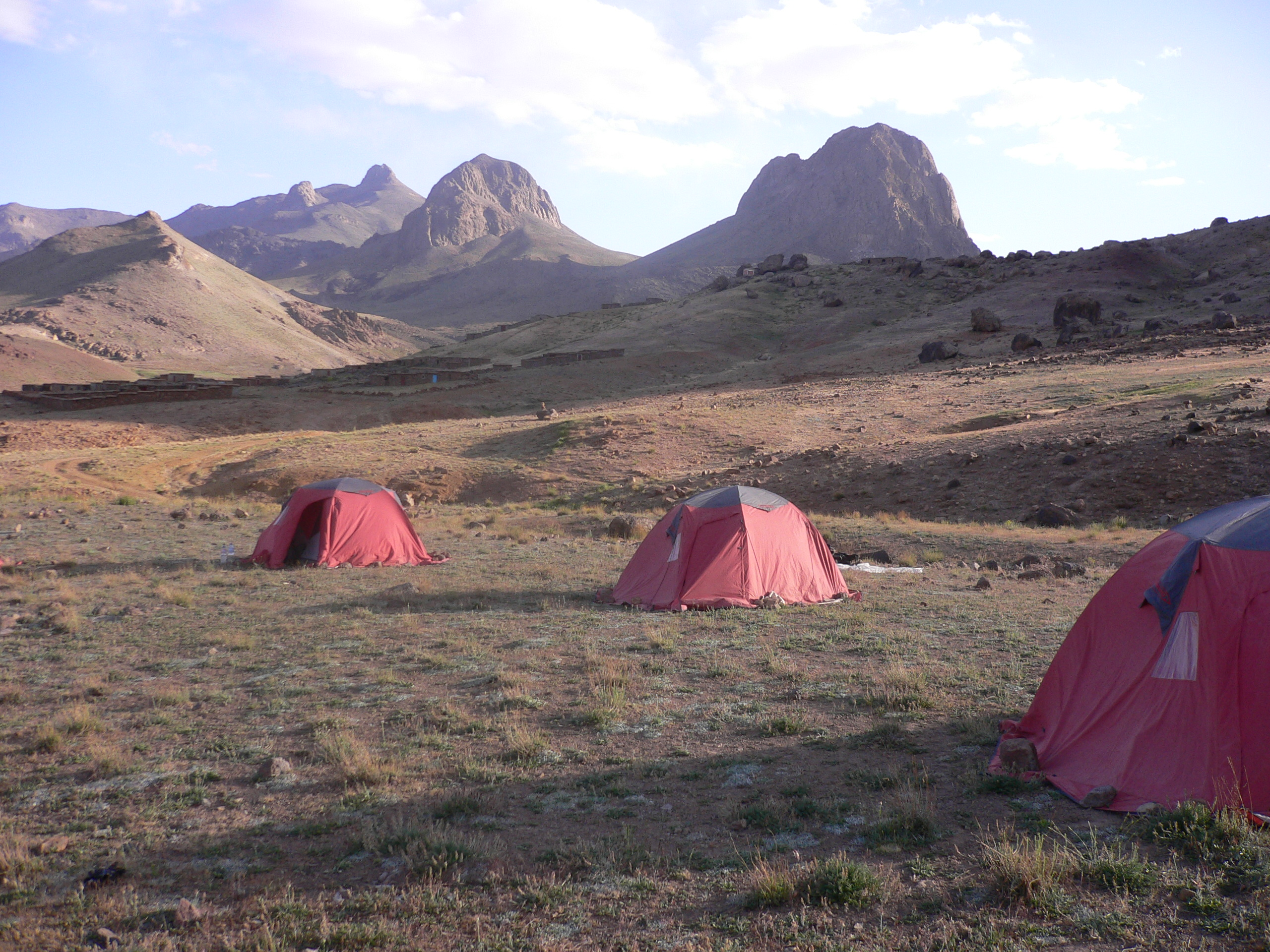
Vue prise depuis les bergeries d'iriri : les Tikniwine ou tours jumelles (2 952 m) et au fond le Siroua (3 305 m)
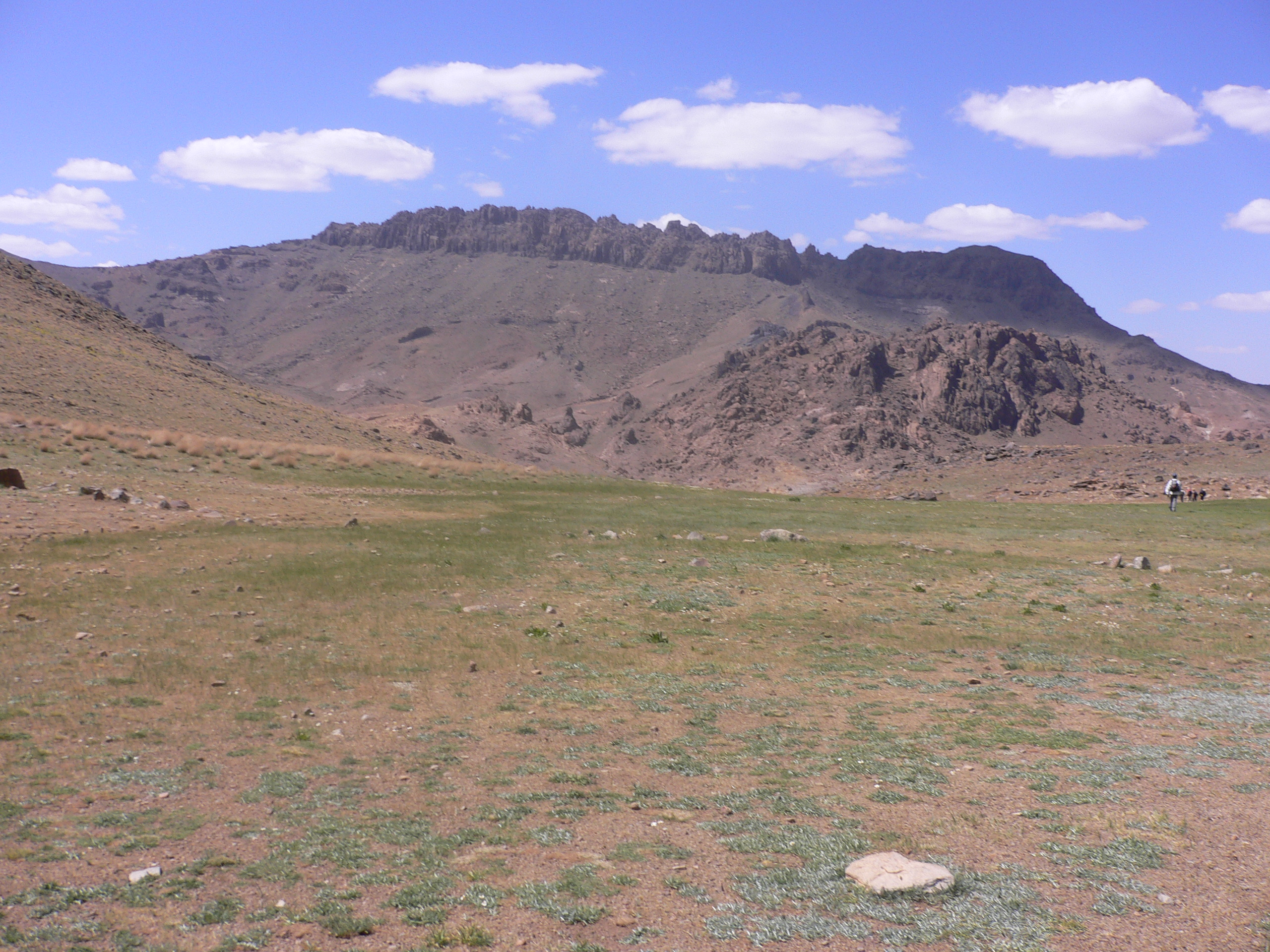
Massif de l'Amzdour aux allures de forteresse (3 002 m)
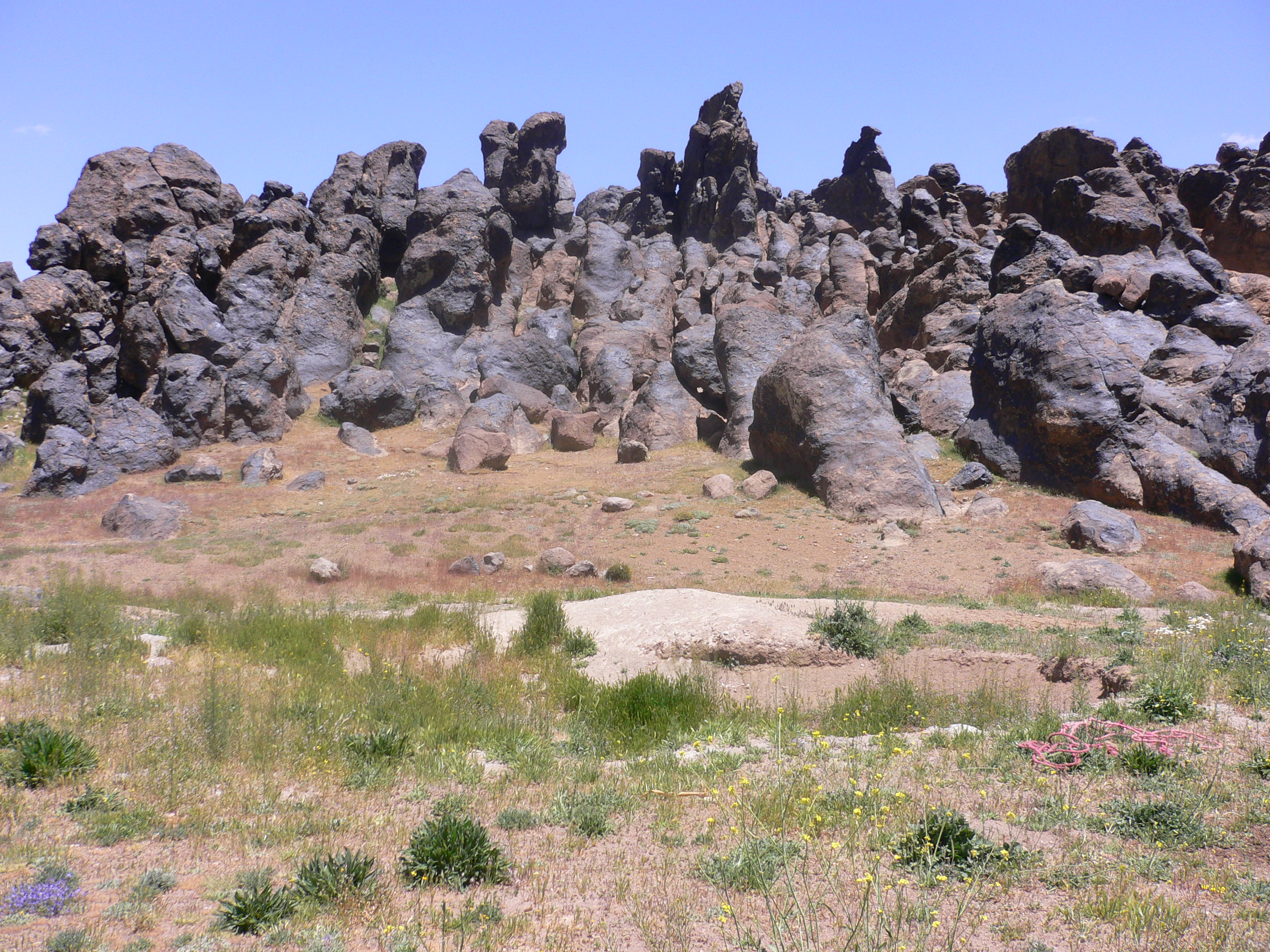
Formations rocheuses d'origine volcanique